# Herb Tristan da Cunha

Herb Tristan da Cunha

Herb Tristan da Cunha przyjęto w 2002 roku. Wcześniej na terenie Tristan da Cunha używano herbu Świętej Heleny, której jest dependencją.
Na tarczy herbowej przedstawiono cztery albatrosy na białym i błękitnym tle. Tarczę podtrzymują dwie langusty, żyjące w pobliżu wyspy. Herb zwieńczony jest coroną navalis oraz łodzią.
Na dole umieszczono wstęgę z mottem: Our faith is our strength (ang. Nasza wiara jest naszą siłą).